# Yunus Altun
Yunus Altun (* 25. August 1977 in Istanbul) ist ein ehemaliger türkischer Fußballspieler. Er war zweimaliger Torschützenkönig der TFF 1. Lig in den Spielzeiten 2001/02 und 2002/03. Mit seinen 153 Zweitligatoren zählt er zu den erfolgreichsten Zweitligatorjägern im Allgemeinen und zu den Erfolgreichsten der Zweitligazeiten der 1990er und 2000er Jahren im Speziellen.

## Karriere

### Verein
Altun kam im Istanbuler Stadtteil Eyüp auf die Welt. Mitte der 1990er Jahre nahm er an einem Auswahlturnier von Fenerbahçe Istanbul teil und wurde nach diesem Turnier in die Nachwuchsabteilung des Vereins aufgenommen. Hier spielte er überwiegend für die Reservemannschaft Fenerbahçes, die damals als Fenerbahçe PAF takımı bezeichnet wurde. Mit der Reservemannschaft nahm er öfters am Training der Profis teil, in denen mit allen Spielern gemischte Teams aufgestellt wurden, die dann in Trainingspartien gegeneinander spielten. In diesen Trainingseinheiten spielte Altun beispielsweise als Sturmpartner Aykut Kocamans, einem der erfolgreichsten türkischen Spieler der 1990er Jahre. Ferner musste er gegen solche international gestandenen Abwehrspieler wie Jes Høgh, Uche Okechukwu und Emre Aşık spielen, was nach eigenen Angaben seine Entwicklung förderte.
Da zu dieser Zeit Fenerbahçe im Sturm und im offensiven Mittelfeld stark besetzt war, wurde Altun kein Profivertrag angeboten, weswegen dieser im Sommer 1996 zum Zweitligisten Hatayspor wechselte. Bei seinem neuen Verein gelang ihm schnell der Sprung in die Startelf, hier spielte er mit Mehmet Kakil, einer Spielerlegende Hatayspors und einem der erfolgreichsten Zweitligatorjäger der vergangenen Jahre, zusammen. In seiner ersten Saison für Hatayspor erzielte Altun in 19 Ligaspielen elf Tore und bildete mit Kakil, der 13 Ligatore erzielt hatte, eines der erfolgreichsten Sturmduos der Zweitliga 1996/97. Durch diese Leistungen stieg er zum türkischen U-21-Nationalspieler auf. In seiner zweiten Saison steigerte er seine Vorjahresleistung und wurde mit seinen 14 Toren in 29 Ligaspielen der erfolgreichste Torjäger seines Vereins und einer der erfolgreichsten Torjäger der Liga.
Durch seine Leistungen bei Hatayspor wurden mehrere finanzkräftige Vereine auf Altun aufmerksam und versuchten, ihn zu verpflichten. Schließlich einigte sich Altun mit dem damaligen Zweitligisten Kayserispor und wechselte zu den Zentralanatoliern. Bei seinem neuen Arbeitgeber genoss Altun auf Anhieb das Vertrauen seines Trainers und bildete mit Mustafa Kocabey das Sturmduo der Mannschaft. Während Kocabey mit 31 Ligatoren Torschützenkönig der Türkiye Futbol 2. Ligi, der damals zweithöchsten türkischen Fußballklasse wurde, blieb Altun mit zehn Ligatoren hinter den Erwartungen zurück. Seine Mannschaft spielte über die gesamte Saison um den direkten Aufstieg in die 1. Lig und verpasste erst durch Punktverluste in den letzten Spieltagen den sicheren Aufstieg. Stattdessen qualifizierte man sich für die Play-offs der Liga, in denen per K.-o.-Verfahren der letzte Aufsteiger ermittelt wurde. Hier schied Kayserispor bereits im Viertelfinale durch eine 0:1-Niederlage gegen Yimpaş Yozgatspor aus und vergab auch die letzte Chance für den Aufstieg. Im Sommer 1999 verließ Kocabey Kayserispor, sodass Altun im Sturm weitestgehend der dominierende Spieler wurde. Die Saison beendete er mit 16 Toren und wurde damit der erfolgreichsten Torjäger. In der ersten Liga machte er das erste Mal während Partie vom 16. Spieltag gegen Galatasaray Istanbul auf sich aufmerksam.
Nachdem mit Kayserispor auch der Aufstieg zum Sommer 2000 fehlschlug, verließ Altun diesen Verein und wechselte innerhalb der Liga zu Kombassan Konyaspor. Bei diesem Verein wurde der kurz vorher ortsansässige Industriekonzern Kombassan Hauptsponsor und versuchte durch große Investitionen, den Verein in die 1. Lig zu bringen. Altun etablierte sich bei Konyaspor auf Anhieb als Stammspieler und wurde in seiner ersten Saison mit 16 Toren erfolgreichster Torschütze seines Vereins. Konyaspor spielte über die gesamte Saison um die Meisterschaft der Liga mit und verpasste erst in den letzten Spieltagen den Anschluss an die Tabellenspitze. Nachdem der direkte Aufstieg so verfehlt wurde, verpasste der Verein auch den indirekten Aufstieg über die Play-offs der Liga. In der Saison 2001/02 wurde das Konzept der Liga verändert und von einer Fünfgleisigen auf eine Eingleisige Liga umgestellt. In dieser Spielzeit gab Altun seine bis dato beste Saisonleistung ab. Er wurde mit 28 Saisontoren Torschützenkönig der Liga und wurde einer der gefragtesten Spieler der Transfersaison 2001/02.
Da Konyaspor im Sommer 2001 den Aufstieg verfehlte, verließ Altun den Verein. Nach eigenen Angaben unterschrieb er im Sommer 2002 mit dem Istanbuler Spitzenklub Beşiktaş heimlich einen Vorvertrag. Nach einer Verhandlungsrunde mit dem Vereinspräsidenten Yıldırım Demirören unterschrieb er den Vorvertrag. Später unterhielt er sich mit dem damaligen Klubmanager Sinan Engin. Dieser entmutigte Altun derart mit seinen Hinweisen auf die starke Sturmkonkurrenz von Beşiktaş mit Spielern wie Pascal Nouma, İlhan Mansız und Ahmet Dursun derart, dass Altun genervt sein Wechsel zu den Istanbulern annullierte.
Unmittelbar nach dem geplatzten Wechsel zu Beşiktaş heuerte Altun beim Zweitligisten Çaykur Rizespor an. Altun, der sich mittlerweile als Torjäger etabliert hatte, schaffte es bei seinem neuen Verein auf Anhieb in die Stammformation. Bereits in seiner ersten Saison bei Rizespor, der Zweitligasaison 2002/03, erreichte er mit seinem Team die Vizemeisterschaft und damit den direkten Wiederaufstieg. Altun steuerte 24 Ligatore zu diesem Erfolg bei, verteidigte seinen Torschützenkönigtitel und bildete mit seinem Sturmpartner Okan Öztürk das erfolgreichste Sturmduo dieser Zweitligasaison. Trotz dieses Erfolges konnte Altun mit seinem Verein keine Einigung für eine weitere Zusammenarbeit finden und verließ als Konsequenz den Verein.
Mit dem Abschied von Rizespor wechselte Altun in die Süper Lig und unterschrieb beim osttürkischen Verein Elazığspor einen Dreijahresvertrag. Bei Elazığspor setzte er sich zum Saisonbeginn als Stammspieler durch und wurde mit 17 Ligatoren zu einem der erfolgreichsten Torjägern der Erstligasaison 2003/04. Vor dieser Saison wurde Altun von der Fachpresse allmählich als typischer Zweitligatorjäger gehandelt, der sich nicht in der 1. Liga behaupten könne. Mit dieser Saisonleistung bewies Altun das Gegenteil. In der ersten Liga machte Altun das erste Mal in der Partie vom 16. Spieltag gegen Galatasaray Istanbul auf sich aufmerksam. Er erzielte beim 2:2-Unentschieden beide Treffer seines Teams. In der Partie gegen seinen letzten Verein Çaykur Rizespor, den er wegen Uneinigkeit verlassen musste, gelangen ihm bei der 4:5-Niederlage seines Teams alle vier Tore. Darüber hinaus gelangen Altun bei beiden Spielen gegen Beşiktaş Istanbul, gegen jenem Verein, bei dem Altun für nicht gut genug befunden wurde, insgesamt drei Tore. Sein Verein beendete die Saison auf dem letzten Tabellenplatz und stieg damit in die TFF 1. Lig ab. Altun ging mit seinen 17 Toren als erfolgreichster Erstligatorschütze in die Vereinsgeschichte ein.
Da sein Verein Elazığspor den Klassenerhalt verpasst hatte, wechselte Altun im Sommer innerhalb der Süper Lig zu Malatyaspor. Bei diesem Verein arbeitete der in der Zwischenzeit ins Trainerfach gewechselte Aykut Kocaman, jener ehemalige Stürmer mit dem Altun bei Fenerbahçe trainiert hatte. Altun spielte lediglich die Hinrunde für Malatyaspor und erzielte während dieser Zeit fünf Ligatore. Weil er aber nicht den Erwartungen entsprach und der Trainer vom Erstligisten Diyarbakırspor Güvenç Kurtar, unter dem Altun eine Spielzeit zuvor bei Elazığspor erfolgreich zusammengearbeitet hatte, ihn zu seinem neuen Verein holen wollte, wechselte Altun im Frühjahr 2005 zu Diyarbakırspor. Bei Diyarbakırspor spielte er zwar in nahezu allen Spielen der Rückrunde, blieb aber ohne Torerfolg.
Im Sommer 2006 verließ Altun Diyarbakırspor wieder und wechselte in die TFF 1. Lig zu Bursaspor. Bei diesem Verein ersetzte er den abgewanderten Torjäger Okan Yılmaz. Er erreichte bis zum Saisonende elf Saisontore und war so als erfolgreichster Torjäger seiner Mannschaft an der Zweitligameisterschaft und dem Aufstieg beteiligt. Trotz dieses Erfolges lösten Verein und Spieler nach gegenseitigem Einvernehmen den noch ein Jahr laufenden Vertrag auf.
Für die neue Saison wechselte Altun zum Zweitligisten Mardinspor und ein halbes Jahr später zu Kocaelispor. Vor der Saison 2006/07 übernahm ein Mäzen den Drittligisten Etimesgut Şekerspor und versuchte durch das Anwerben von Stars, den Verein in die TFF 1. Lig und danach in die Süper Lig zu führen. So verpflichtete man unter anderem solche Stars wie Sergen Yalçın, Ahmet Dursun, Tamer Tuna, Ahmet Yıldırım, Nuri Çolak und Evren Turhan zu dem Hauptstadtklub. Unter den Spielern, die zu Şekerspor im Sommer gewechselt waren, befand sich auch Altun. Nachdem zum Saisonende der Aufstieg in die 1. Lig misslang, wurde die Mannschaft wieder aufgelöst. So verließ auch Altun den Verein Richtung Zweitligist Karşıyaka SK. Bei Karşıyaka blieb er mit vier Saisontoren hinter den Erwartungen. Mit seiner Mannschaft schaffte er es ins Play-off-Finale und verpasste hier gegen Kasımpaşa Istanbul den Aufstieg. Für die neue Saison wechselte er innerhalb der Liga zum Stadtrivalen Bucaspor. Bei diesem Verein knüpfte er an seine alten Leistungen wieder an und wurde mit elf Toren zweiterfolgreichster Torschütze seines Teams. Durch die errungene Vizemeisterschaft stieg er zum dritten Mal in seiner Karriere in die Süper Lig auf.
Nach diesem Erfolg verließ Altun Bucaspor und wechselte zum Zweitligisten Mersin İdman Yurdu und wechselte ein halbes Jahr später zu Karşıyaka SK. Im Sommer 2011 wechselte er in die TFF 2. Lig zu Altay Izmir. Bei diesem Klub zeigte er mit 15 Toren in 27 Ligaspielen wieder eine überzeugende Leistung. Trotz dieser Leistung wechselte er zum Saisonende innerhalb der Liga zu Sarıyer SK. Nach einem halben Jahr bei Sarıyer kehrte er zu Altay zurück. Nach einer halben Saison bei Altay beendete er im Sommer 2013 seine aktive Laufbahn.

### Nationalmannschaft
Altun spielte 1998 insgesamt vier Mal für die türkische U-21-Nationalmannschaft.

## Erfolge
Mit Çaykur Rizespor
- Vizemeister der TFF 1. Lig: 2002/03
- Aufstieg in die Süper Lig: 2002/03

Mit Bursaspor
- Meister der TFF 1. Lig: 2005/06
- Aufstieg in die Süper Lig: 2005/06

Mit Bucaspor
- Vizemeister der TFF 1. Lig: 2009/10
- Aufstieg in die Süper Lig: 2009/10

## Auszeichnungen
- Torschützenkönig der TFF 1. Lig: 2001/02, 2002/03